# Luis Ricardo Reyes
Luis Ricardo Reyes Moreno (Monterrey, 3 aprile 1991) è un calciatore messicano, difensore del Monterrey.